# Serpocaulon patentissimum
Serpocaulon patentissimum är en stensöteväxtart som först beskrevs av Georg Heinrich Mettenius och Oskar Kuhn, och fick sitt nu gällande namn av Alan Reid Smith. Serpocaulon patentissimum ingår i släktet Serpocaulon och familjen Polypodiaceae. Inga underarter finns listade.